# Chers Amis

## Chers amis (film)
Este primul proiect de autor al lui Valeriu Andriuta, cunoscut ca actor Arhivat în 22 martie 2020, la Wayback Machine. din „Corul Pompierilor”, „Zapping”, „Occident”, „După Dealuri”, „Bacalaureat”, “A gentle Creature”, “Donbass”, “Dragoste1. Câine”. Filmările au avut loc în perioada 26 februarie - 1 martie 2013, în București într-o grădiniță dezafectată ce aparține Bisericii Reformate Calvineum de pe strada Luterană.   Arhivat în 22 martie 2020, la Wayback Machine.
La cîteva luni de la filmări, hardul cu materialul filmat se pierde, iar filmul este declarat eșuat. Abia în decembrie 2016, dintr-o pură întâmplare, o bună parte din materialul brut este găsit. Iulia Andriuta are ideea de a-l monta și reușește să adune din materialul recuperat o poveste coerentă. Andriuta mai filmează câteva cadre, inclusiv scena finală, iar Titi Fleancu face un efort considerabil de a restabili sunetul, foarte afectat pe alocuri.
Premiera filmului are loc în 2017 la Festivalul internațional de film Transilvania TIFF.

## Sinopsis
Intr-o cancelarie a unei scoli, cativa adulți discuta probleme "importante ". În același timp, afară,  în frig, un copil își așteaptă mama și un eventual "verdict".

## Despre film
Micile lor povești sunt adesea hazlii, dar hazul are – în subtext – un gust amar. E mai mult un haz de necaz. Necazul că, neavând cretă, profesorul de sport nu poate marca pentru elevi liniile de start și de finish, aceștia neștiind nici unde începe, nici unde se termină cursa lor. Necazul unei profesoare de geografie care nu reușește să-și învețe elevii că Marea Neagră e în Europa, nu în Africa. Necazul profesorului de religie, exasperat de elevii basarabeni care nu înțeleg când anume cade cu adevărat Crăciunul. Directorul îi răspunde că, fiind europeni, Crăciunul este prăznuit oficial pe stil vechi, iar acasă e liber fiecare să-l țină după cum vrea. La ședință participă și un bătrân portar acuzat de director că sună de recreație cu cinci minute mai repede. Este mustrat și i se spune să lase Ministerul Educației să stabilească „durat orei academicei”.
Peste toate, în aerul cancelariei plutește tristețea dascălilor pricinuită de lipsa fondurilor pentru învățământ. Fin psiholog și un autentic umorist, Valeriu Andriuță izbutește un admirabil film de atmosferă, cu dialoguri ce cultivă – rara avis – expresivitatea cuvântului. Arhivat în 22 martie 2020, la Wayback Machine.

## Distribuția
- Ion Grosu - Dimitrie Nicolaevici, directorul școlii

- Ecaterina Ladin - Tamara Pavlovna, șefa de studii

- Mariana Liurca - Nadejda Constantinovna, profa de geografie

- Vitalie Bantaș - Gheorghii Matveevici, profesorul de sport

- Viorica Vodă - Mama

- Eliza Bercu - Maria Gheorghievna, profa de matematică

- Vitalie Bichir - Preotul

- Victoria Agache - Rita, profesoara de desen

- Mihai Prepeliță - Badea Colea

- Vanessa Erika Andriuta - Copilul

## Festivaluri
Festivalul internațional de film Transilvania TIFF 2017
Bucharest International Film Festival 2017
Anonimul Independent Film Festival · 2017
Moving Pictures Belgium · 2017
Balkan Film & Food Festival, Official Selection · 2017
Helsinki International Film Festival, Love & Anarchy · 2017
The International Short Film Festival of Cyprus · 2017
Kyrgyzstan International Short Film Festival · 2018
International Short Film Week Regensburg · 2018
Dakino International Film Festival · 2018
Buzz Film Festival, Buzău · 2018
Chitila Short Film Fest · 2018
CineVil Ramnicu Valcea Film Festival · 2018
Portobello Independent Short Film Fest London · 2018
Festivalul Indie al Producătorilor de Film Independenți · 2019
„Un poing c'est court" Film Festival, Franța  2017
The Black Sea Film Festival, Cel mai bun scenariu · 2017
Bucharest Short Film Festival 2017

## Premii
Cel mai bun scurtmetraj, Bucharest International Film Festival 2017
Transilvanya International Film Festival, Cel mai bun debut · 2018
The Black Sea Film Festival, Cel mai bun scenariu · 2017
GOPO, Nominalizare pentru cel mai bun scurtmetraj · 2019
ADAMI Media Prize for Cultural Diversity in Eastern Europe, Premiul pentru cea mai bună ficțiune 

## Citate
"Nu știu cum e la voi, dar eu tot aduc cretă și a doua zi iar n-am cu ce să scriu, parc-o mănâncă copiii ăștia, serios!"
"Păi sunt unii, care chiar mănâncă cretă."
"Întrebare: “Unde se află Marea Neagră?” și răspuns: În Africa.”
"Ieri, când am intrat de la recreație, am găsit globul spart. Uite așa o gaură avea, cât pumnul! În Oceanul Pacific! – Asta-i groapa Marianelor. – Asta-i treaba fraților Dodon! Tare-s rai băieții ăștia, dom’ director! Și tot ei au scris numai prostii pe gobul ăla!"
"Părinte! Noi, oficial, nu ne-am hotărât cum se numește limba pe care o vorbim în fiecare zi! Da matale vii cu probleme din astea, complicate."
"Părinte, “oficial” Craciunul e pe vechi, deacord! Dar “neoficial” e treaba fiecaruia."
"Putem să cumpărăm și noi un glob mai mare, să le arăt și eu la copiii ăștia unde se află republica noastră! Că pe astea chinezești nici măcar nu suntem trecuți!"
"Avem o singură minge de baschet cu care copii joacă și volei și fotbal și handbal."

Legături externe
https://www.youtube.com/watch?v=lr6vS1IuM6k
- https://www.imdb.com/name/nm1250558/
https://www.cinemagia.ro/stiri/recomandare-biff-scurtmetrajul-chers-amis-debutul-in-regie-al-actorului-37349/
https://www.cinemagia.ro/stiri/tags/valeriu-andriu/
https://cinepub.ro/movie/chers-amis/